# Туровля (озеро)
Туро́вля (Туровля́; другое название — Емелья́ники) (бел. Туро́ўля, Тураўля́, Емялья́нікі) — озеро в Полоцком районе Витебской области Белоруссии. Относится к бассейну реки Туровлянка, вытекающей из озера. Принадлежит к группе Ушачских озёр.

## Происхождение названия
Гидроним Туровля восходит к финно-угорскому термину тур «озеро».

## Физико-географическая характеристика
Озеро Туровля находится в 16 км к югу от Полоцка, около деревни Емельяники. Высота над уровнем моря — 122,9 м.
Площадь поверхности водоёма составляет 0,9 км². Длина — 3,21 км, наибольшая ширина — 0,5 км. Длина береговой линии — 8,66 км. Наибольшая глубина озера — 0,8 м, средняя — 0,3 м. Объём воды в озере — 0,25 млн м³. Площадь водосбора — 803,5 км².
Котловина озера остаточного типа, вытянутая с юго-запада на северо-восток. Склоны котловины высотой 10—18 м, на северо-востоке — 7—9 м, преимущественно поросшие сосновым лесом, на севере местами распаханные. Почти на всём протяжении склонов присутствует абразионный выступ высотой 3—6 м над уровнем озера. Берега высокие, частично заболоченные. Местами встречаются пологие песчаные участки. По берегам произрастают деревья и кустарники. Дно, за исключением песчано-илистой узкой полосы вдоль берега, выстлано слоем сапропеля толщиной до 9 м.

## Гидробиология и экология
Минерализация воды достигает 220 мг/л, прозрачность — до дна. Из озера Туровля вытекает река Туровлянка. Впадает ручей. Озёра Туровля и Суя соединяются протокой. С западной стороны имеется связь с системой мелиоративных каналов.
Однако несмотря на проточность, водоём подвержен дистрофикации и сильно зарастает. Тем не менее, в озере водятся линь, карась, щука, окунь, плотва, краснопёрка, лещ, язь, налим, уклейка, речной угорь и другие виды рыб. Проводится промысловый лов рыбы.
Озеро входит в состав зоны отдыха Туровля. Для граждан организовано платное любительское рыболовство.